# ألين كوست
ألين كوست (مواليد 17 فبراير 1992) هو سبّاح روماني، مثّل بلاده في الألعاب الأولمبية الصيفية 2016.

## روابط خارجية
ألين كوست على موقع الاتحاد الدولي للسباحة (الإنجليزية)
- ألين كوست على موقع أوليمبيديا (الإنجليزية)